# Wells (Wisconsin)
Wells – miasto w Stanach Zjednoczonych, w stanie Wisconsin, w hrabstwie Monroe.